# هتل‌های روتانا
هتل‌های روتانا (عربی: روتانا) شرکت مهمان‌نوازی اماراتی است، که در سال ۱۹۹۲ تأسیس شد.